# Josep Colomé i Rovira
Josep Colomé i Rovira (Taradell, 12 de maig de 1913 - Buenos Aires, 20 d'abril de 1981) fou un futbolista català de la dècada de 1940.

## Trajectòria
Va fitxar pel FC Barcelona l'any 1940 procedent de l'EC Granollers. Al Barça no va tenir molts minuts, jugant només dos partits de lliga. Finalitzada la temporada fitxà pel CD Málaga i una temporada més tard marxà al CD Badajoz, on jugà tres temporades. Acabà la seva carrera al CE Sant Celoni.